# Palau de la Metal·lúrgia
El Palau de la Metal·lúrgia, Electricitat i Força Motriu és un pavelló de l'Exposició Internacional de 1929 de Barcelona, catalogat com a bé amb elements d'interès (categoria C). Actualment, està unit al veí Palau del Vestit o del Treball com a Pavelló 8 de la Fira de Barcelona.

## Història i descripció
Va ser projectat pels arquitectes Alexandre Soler i Amadeu Llopart amb el nom de Palau de la Indústria. Amb una superfície de 16.000 m², l'interior va ser dividit en cinc zones comunicades entre si a través de l'espai central, on s'aixeca una gran cúpula polièdrica, sobre tambor i amb llanternó, i la coberta està formada per una composició de triangles, que fan referència a l'expressionisme centroeuropeu. Disposa d'una llarguíssima façana a l'avinguda de la Reina Maria Cristina, al centre de la qual hi ha un cos avançat, al qual s'accedeix per una escalinata que arriba a un vestíbul a partir de tres obertures de doble alçat, i culmina amb un gran timpà clàssic decorat amb pintures al fresc de Francesc d'Assís Galí, que també pintà uns plafons per a la galeria d'entrada juntament amb Josep Obiols i Manuel Humbert, que hi van realitzar tretze plafons fent clara al·lusió a l'energia, a la força i al treball que la primera genera. Als costats de l'entrada se situen unes torratxes amb escultures al·legòriques d'Enric Casanovas.
Entre el 20 de maig i el 8 de juliol del 1934, la part dreta va acollir l'Exposició de Primavera, impulsada per la Junta d'Exposicions d'Art de Barcelona. A partir d'aquella ocasió, l'espai seria conegut com a Saló de l'Art Modern i acolliria, també, les edicions de 1935 i 1936 d'aquell certamen artístic.
Durant els Jocs Olímpics d'Estiu de 1992 fou utilitzat en les competicions d'esgrima i de pentatló modern.
El 2023 s'instal·là un jardí vertical, el Bosc Vertical CaixaForum, a la paret mitgera que dona a l'avinguda de Francesc Ferrer i Guàrdia, que el 2014 havia quedat al descobert en ser enderrocat l'antic restaurant La Pèrgola.